# Lancia Y
Lancia Y je automobil talijanskog marke Lancia i proizvodio se od 1996. – 2003. godine. 

## Motori
- 1.1 L, 40 kW (54 KS)
- 1.2 L, 44 kW (60 KS)
- 1.2 L, 63 kW (86 KS)
- 1.4 L, 55 kW (75 KS)
- 1.4 L, 59 kW (80 KS)